# دشوو
دشوو (به چکی: Dešov) یک منطقهٔ مسکونی در جمهوری چک است که در منطقه تربیچ واقع شده‌است. دشوو ۲۲٫۴۳ کیلومتر مربع مساحت و ۴۲۲ نفر جمعیت دارد و ۴۶۴ متر بالاتر از سطح دریا واقع شده‌است.